# نشت (خاک‌شناسی)
در خاک‌شناسی، نشت (به انگلیسی: Leaching) عبارت است از حذف مواد محلول از یک منطقه در خاک به منطقه دیگر از طریق حرکت آب در افق خاک. این یک سازوکار تشکیل خاک متمایز از فرایند تشکیل خاک است که از بین رفتن کلوئیدهای معدنی و آلی است. مواد شسته‌شده و تخلیه شده معمولاً از خاک سطحی ناپدید می‌شوند و در خاک زیرسطحی رسوب می‌کنند. به افق خاکی که مواد شسته‌شده و تخلیه‌شده را انباشته می‌کند، منطقه‌ای از کان‌رفت نامیده می‌شود.
خاک لاتریت که در مناطقی با درجه حرارت بالا و بارندگی زیاد ایجاد می‌شود، در عمل نمونه‌ای از این فرایند است.